# Portugal Open 2014
Il Portugal Open 2014 è stata la 25ª edizione del torneo, facente parte dell'ATP World Tour 250 series nell'ambito dell'ATP World Tour 2014 e la 18ª edizione della categoria International nell'ambito del WTA Tour 2014. All'evento hanno partecipano sia uomini che donne, e si è giocato sulla terra rossa dell'Estádio Nacional a Oeiras in Portogallo, dal 26 aprile al 4 maggio 2014.

## Partecipanti ATP

### Teste di serie
| Nazione    | Giocatore              | Ranking | Testa di serie* |
| ---------- | ---------------------- | ------- | --------------- |
| Rep. Ceca  | Tomáš Berdych          | 6       | 1               |
| Canada     | Milos Raonic           | 9       | 2               |
| Spagna     | Marcel Granollers      | 31      | 3               |
| Spagna     | Guillermo García López | 32      | 4               |
| Russia     | Dmitrij Tursunov       | 34      | 5               |
| Portogallo | João Sousa             | 40      | 6               |
| Russia     | Tejmuraz Gabašvili     | 55      | 7               |
| Kazakistan | Michail Kukuškin       | 57      | 8               |

* Ranking al 21 aprile 2014.

### Altri partecipanti
I seguenti giocatori hanno ricevuto una wild card per il tabellone principale: 
- Tomáš Berdych
- Gastão Elias
- Rui Machado

I seguenti giocatori sono passati dalle qualificazioni:

- Leonardo Mayer
- Daniel Gimeno Traver
- Radu Albot
- Tarō Daniel

## Partecipanti WTA

### Teste di serie
| Nazione   | Giocatrice           | Ranking | Testa di serie* |
| --------- | -------------------- | ------- | --------------- |
| Spagna    | Carla Suárez Navarro | 16      | 1               |
| Canada    | Eugenie Bouchard     | 18      | 2               |
| Australia | Samantha Stosur      | 19      | 3               |
| Italia    | Roberta Vinci        | 20      | 4               |
| Estonia   | Kaia Kanepi          | 23      | 5               |
| Rep. Ceca | Lucie Šafářová       | 26      | 6               |
| Russia    | Svetlana Kuznecova   | 29      | 7               |
| Russia    | Elena Vesnina        | 33      | 8               |

* Ranking al 21 aprile 2014.

### Altre partecipanti
Le seguenti giocatrici hanno ricevuto una wild card per il tabellone principale:
- Eugenie Bouchard
- Ons Jabeur
- Maria João Koehler

Le seguenti giocatrici sono passate dalle qualificazioni:

- Alla Kudrjavceva
- Irina-Camelia Begu
- Kristina Mladenovic
- Timea Bacsinszky

## Punti e montepremi
Il montepremi complessivo è di 426.605 € per il torneo ATP e di 250.000$ per il torneo WTA.
| Torneo              | Torneo              | V      | F      | SF     | QF     | 2T    | 1T    | Q  | Q3  | Q2  | Q1  |
| Singolare maschile  | Punti               | 250    | 150    | 90     | 45     | 20    | 0     | 12 | 6   | 0   | 0   |
| Singolare maschile  | Premi in denaro (€) | 77.315 | 40.720 | 22.060 | 12.565 | 7.405 | 4.385 | –  | 710 | 340 | 0   |
| Doppio maschile     | Punti               | 250    | 150    | 90     | 45     | 0     | –     | –  | –   | –   | –   |
| Doppio maschile     | Premi in denaro (€) | 23.500 | 12.350 | 6.690  | 3.830  | 2.240 | –     | –  | –   | –   | –   |
| Singolare femminile | Punti               | 280    | 180    | 110    | 60     | 30    | 1     | 18 | 14  | 10  | 1   |
| Singolare femminile | Premi in denaro ($) | 34.677 | 17.258 | 9.113  | 4.758  | 2.669 | 1.552 | –  | 810 | 599 | 427 |
| Doppio femminile    | Punti               | 280    | 180    | 110    | 60     | 1     | –     | –  | –   | –   | –   |
| Doppio femminile    | Premi in denaro ($) | 9.919  | 5.161  | 2.770  | 1.468  | 774   | –     | –  | –   | –   | –   |

## Campioni

### Singolare maschile
Carlos Berlocq ha sconfitto in finale  Tomáš Berdych per 0-6, 7-5, 6-1.
- È il secondo titolo in carriera per Berlocq.

### Singolare femminile
Carla Suárez Navarro ha sconfitto in finale  Svetlana Kuznecova per 6-4, 3-6, 6-4.
- È il primo titolo in carriera per la Suárez Navarro.

### Doppio maschile
Santiago González /  Scott Lipsky hanno sconfitto in finale   Pablo Cuevas /  David Marrero per 6-3, 3-6, [10-8].

### Doppio femminile
Cara Black /  Sania Mirza hanno sconfitto in finale  Eva Hrdinová /  Valerija Solov'ëva per 6-3, 6-4.